# Circonscription de Menara
La circonscription de Menara est l'une des trois circonscriptions législatives marocaines que compte la préfecture de Marrakech située en région Marrakech-Safi. Elle est représentée dans la Xe législature par Mohamed Larbi Belcaid, Mohamed Toufla  et Omar Khafif.

## Historique des députations
| Législature | Début de mandat  | Fin de mandat    | Députés élus | Députés élus                | Députés élus | Députés élus             | Députés élus | Députés élus              |
| ----------- | ---------------- | ---------------- | ------------ | --------------------------- | ------------ | ------------------------ | ------------ | ------------------------- |
| IXe         | 26 novembre 2011 | 7 octobre 2016   |              | Mohamed Larbi Belcaid (PJD) |              | M’barek Noukhi (PJD)     |              | Adnane Ben Abdallah (PAM) |
| Xe          | 8 octobre 2016   | 8 septembre 2021 |              | Mohamed Larbi Belcaid (PJD) |              | Mohamed Toufla (PJD)     |              | Omar Khafif (PAM)         |
| XIe         | 9 septembre 2021 | ?                |              | Abderrazak Ahlouch (PI)     |              | Abdelouahed Chafki (RNI) |              | Tarik Hnich (PAM)         |

## Historique des élections

### Découpage électoral d'octobre 2011

#### Élections de 2016
| Parti          | Parti                                         | Voix    | %      | Députés élus          |
| -------------- | --------------------------------------------- | ------- | ------ | --------------------- |
|                | Parti de la justice et du développement (PJD) | 37 554  | 51,19  | Mohamed Larbi Belcaid |
| Mohamed Toufla | Parti de la justice et du développement (PJD) | 37 554  | 51,19  |                       |
|                | Parti authenticité et modernité (PAM)         | 12 181  | 16,60  | Omar Khafif           |
|                | Parti du progrès et du socialisme (PPS)       | 6 742   | 9,19   |                       |
|                | Rassemblement national des indépendants (RNI) | 6 521   | 8,89   |                       |
|                | Union constitutionnelle (UC)                  | 4 298   | 5,86   |                       |
|                | Fédération de la gauche démocratique (FGD)    | 2 770   | 3,78   |                       |
|                | Parti de l'Istiqlal (PI)                      | 1 082   | 1,47   |                       |
|                | Union socialiste des forces populaires (USFP) | 1 069   | 1,46   |                       |
|                | Mouvement populaire (MP)                      | 615     | 0,84   |                       |
|                | Parti de la renaissance et de la vertu (PRV)  | 162     | 0,22   |                       |
|                | Parti de la société démocratique (PSD)        | 145     | 0,20   |                       |
|                | Front des forces démocratiques (FFD)          | 89      | 0,12   |                       |
|                | Mouvement démocratique et social (MDS)        | 79      | 0,11   |                       |
|                | Parti de la Réforme et du développement (PRD) | 61      | 0,08   |                       |
|                |                                               |         |        |                       |
| Inscrits       | Inscrits                                      | 178 772 | 100,00 |                       |
| Abstentions    | Abstentions                                   | 105 404 | 58,96  |                       |
| Exprimés       | Exprimés                                      | 73 368  | 41,04  |                       |

#### Élections de 2021
| Parti       | Parti                                                       | Voix    | %      | Députés élus       |  |
| ----------- | ----------------------------------------------------------- | ------- | ------ | ------------------ |  |
|             | Parti authenticité et modernité (PAM)                       | 21 021  | 27,49  | Tarik Hnich        |  |
|             | Rassemblement national des indépendants (RNI)               | 17 773  | 23,24  | Abdelouahed Chafki |  |
|             | Parti de l'Istiqlal (PI)                                    | 15 555  | 20,34  | Abderrazak Ahlouch |  |
|             | Parti de la justice et du développement (PJD)               | 7 137   | 9,33   |                    |  |
|             | Union constitutionnelle (UC)                                | 5 777   | 7,56   |                    |  |
|             | Union socialiste des forces populaires (USFP)               | 2 774   | 3,63   |                    |  |
|             | Mouvement populaire (MP)                                    | 1 435   | 1,88   |                    |  |
|             | Parti du progrès et du socialisme (PPS)                     | 1 237   | 1,62   |                    |  |
|             | Parti socialiste unifié (PSU)                               | 1 023   | 1,34   |                    |  |
|             | Alliance de la fédération de gauche (AGD)                   | 681     | 0,89   |                    |  |
|             | Parti de l'environnement et du développement durable (PEDD) | 607     | 0,79   |                    |  |
|             | Parti démocratique de l'indépendance (PDI)                  | 480     | 0,63   |                    |  |
|             | Parti marocain libéral (PML)                                | 386     | 0,50   |                    |  |
|             | Parti de l'unité et de la démocratie (PUD)                  | 300     | 0,39   |                    |  |
|             | Parti de l'équité (PRE)                                     | 193     | 0,25   |                    |  |
|             | Parti de la renaissance (PAN)                               | 82      | 0,11   |                    |  |
|             |                                                             |         |        |                    |  |
| Inscrits    | Inscrits                                                    | 187 542 | 100,00 |                    |  |
| Abstentions | Abstentions                                                 | 111 081 | 59,23  |                    |  |
| Exprimés    | Exprimés                                                    | 76 461  | 40,77  |                    |  |